# Bahnstrecke Chorramschahr–Basra
| Streckenlänge: | 51 km                |                                      |                                      |
| Spurweite: | 1435 mm (Normalspur) |                                      |                                      |
| |                      |                                      |                                      |
| \| \| \| von Ahvaz (Transiranische Eisenbahn) \| \| \| \| Chorramschahr \| \| \| \| Schalamtscheh \| \| \| \| Grenze Iran/Irak \| \| \| \| Schatt al-Arab \| \| \| \| Basra \| \| \| \| nach Bagdad \| |                      |                                      |                                      |
| Strecke |                      | von Ahvaz (Transiranische Eisenbahn) | von Ahvaz (Transiranische Eisenbahn) |
| Bahnhof |                      | Chorramschahr                        | Chorramschahr                        |
| Betriebs-/Güterbahnhof Strecke ab hier außer Betrieb |                      | Schalamtscheh                        | Schalamtscheh                        |
| Grenze (Strecke außer Betrieb) |                      | Grenze Iran/Irak                     | Grenze Iran/Irak                     |
| Tunnel bzw. Unterführung unter Wasserlauf (Strecke außer Betrieb) |                      | Schatt al-Arab                       | Schatt al-Arab                       |
| Kopfbahnhof Strecke bis hier außer Betrieb |                      | Basra                                | Basra                                |
| Strecke |                      | nach Bagdad                          | nach Bagdad                          |

Die Bahnstrecke Chorramschahr–Basra ist eine, teilweise in Betrieb, teilweise im Bau befindliche, normalspurige grenzüberschreitende Eisenbahnstrecke zwischen dem Iran und dem Irak.

## Geschichte
Erste Planungen und Vermessungen zu einer grenzüberschreitenden Verbindung zwischen Chorramschahr und dem britisch besetzten Mesopotamien fanden am Ende des Ersten Weltkriegs statt, zum Bau einer entsprechenden Bahnstrecke kam es aber nicht mehr.
Im aktuellen Projekt wurde der Abschnitt auf iranischem Territorium mit dem Grenzbahnhof Schalamtscheh 2011 fertiggestellt. 2015 erwarb ein Exporteur eine Fläche von 5,5 Hektar und richtete darauf eine Ladestelle im Bahnhof Schalamtscheh ein.
2014 wurde zwischen dem Iran und dem Irak der Lückenschluss vereinbart, das Projekt jedoch kurz darauf aufgrund des Bürgerkriegs im Irak abgebrochen. 2021 schlossen beide Staaten erneut ein Abkommen mit dem Ziel des Lückenschlusses, ein weiteres am 5. Januar 2022. Anfang September 2023 begann mit einer Grundsteinlegung an der Staatsgrenze der Bau mit einer geplanten Dauer von 18 bis 24 Monaten.
Schwierig ist die Räumung der Minen im Grenzgebiet, die aus dem Iranisch-Irakischen Krieg zurückgeblieben sind.

## Streckenbeschreibung
Die Trasse führt auf einer Länge von 51 km durch flaches Gelände im Tal des Schatt al-Arab. Sie beginnt im nördlichen Bahnhofskopf des Bahnhofs Chorramschahr, einem Endbahnhof der Transiranischen Eisenbahn. Dort zweigt die Strecke von der Strecke von Ahvaz ab und ermöglicht so Fahrten ohne Fahrtrichtungswechsel Richtung Ahwaz. Die Trasse führt über den Grenzbahnhof Schalamtscheh und die Staatsgrenze zwischen dem Iran und dem Irak zur irakischen Hafenstadt Basra, wo die Bahnstrecke Bagdad–Basra endet. 16 km liegen im Iran, die übrigen etwa 35 km im Irak.
Das einzige natürliche Hindernis ist die Querung des Schatt al-Arab, über den zunächst eine 880 m lange bewegliche Brücke führen sollte. Dieses Vorhaben wurde durch einen Tunnel unter dem Schatt al-Arab ersetzt.

## Verkehr
2020 begann auf dem iranischen Teil der Strecke der Transport von Klinkern und deren Verladung im Bahnhof Schalamtscheh für den Export in den Irak. Dazu kam auch die Verladung von weiteren Gütern für den Im- und Export.
2023 wurde für die Gesamtstrecke mit einem Personenverkehr von Reisenden und Pilgern zwischen dem Iran und Zentralasien einerseits und den islamischen Pilgerstätten im Irak andererseits und einer Entlastung des Straßenverkehrs sowie zunehmender Handel erwartet.